# Cheungbeia kawamurai
Cheungbeia kawamurai é uma espécie de gastrópode do gênero Cheungbeia, pertencente a família Pseudomelatomidae.